# Berthold Bühl
Franz Berthold Bühl OFM (auch Bertoldo Bühl; * 4. Oktober 1885 in Erlenbach als Franz Bühl; † 19. April 1968) war ein deutscher Ordensgeistlicher und römisch-katholischer Bischof von Oruro in Bolivien.

## Leben
Franz Bühl trat dem Franziskanerorden bei und erhielt den Ordensnamen Berthold. Am 16. Juni 1909 empfing er das Sakrament der Priesterweihe und war als Missionar in Bolivien tätig.
Am 3. Januar 1931 ernannte ihn Papst Pius XI. zum ersten Apostolischen Vikar des ein Jahr zuvor errichteten Apostolischen Vikariats Chiquitos und zum Titularbischof von Cartennae. Die Bischofsweihe spendete ihm der Apostolische Nuntius in Bolivien, Erzbischof Carlo Chiarlo, am 1. März desselben Jahres. Mitkonsekratoren waren der Bischof von La Paz, Auguste Sieffert CSsR, und der Bischof von Potosí, Cleto Loayza Gumiel.
Am 21. November 1942 ernannte ihn Papst Pius XII. zum Apostolischen Administrator des Bistums Cochabamba, das er während der neunjährigen Sedisvakanz verwaltete. Am 26. Oktober 1951 wurde er von Papst Pius XII. zum Bischof von Oruro ernannt. Von diesem Amt trat er bereits am 17. Juni 1953 zurück und wurde zum Titularbischof von Methone ernannt.
Er nahm an den ersten drei Sitzungsperioden des Zweiten Vatikanischen Konzils als Konzilsvater teil.
In seinem Heimatort Erlenbach wurde er mit der Benennung des 1967 eingeweihten Pfarrheims als Berthold-Bühl-Heim geehrt.